# Margery
Margery  è un nome proprio di persona inglese femminile.

## Varianti
- Femminili: Margeria[2], Marjorie[1][2], Marjory[1][2]
  - Ipocoristici: Madge[1][2], Marge[1][2], Margie[1][2], Margy[2], Marje[1], Jorie[1]

## Origine e diffusione
Si tratta di una forma medio inglese del nome Margherita, usata in Gran Bretagna a partire dal tardo XII secolo. Intorno al XVII secolo la sua reale etimologia era ormai stata dimenticata, e il nome veniva invece ricollegato comunemente a marjoram, il termine inglese indicante la maggiorana; da tale connessione derivano le forme in Marj- come Marjorie; quest'ultima, inoltre, sebbene originariamente usata in tutta l'isola, nel XIX secolo era popolarmente considerata una "forma scozzese" del nome.
Nel periodo successivo il suo uso calò drasticamente; nel XIX secolo, quando venne riportato in voga assieme a diversi altri nomi di epoca medievale, era pressoché inutilizzato.

## Onomastico
Il nome è adespota, ossia privo di santa patrona; l'onomastico si può festeggiare eventualmente il 1º novembre, in occasione di Ognissanti, oppure lo stesso giorno del nome Margherita, da cui deriva.

## Persone

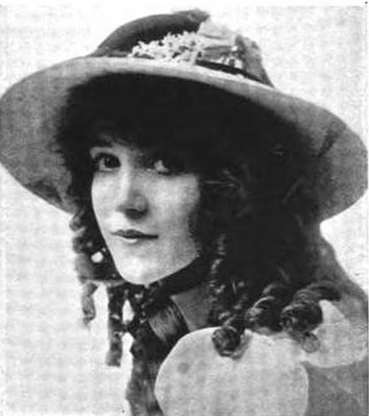
Margery Wilson

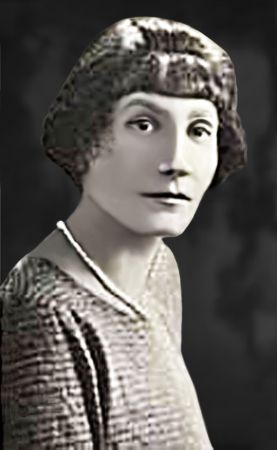
Marjorie Bowen

- Margery Allingham, scrittrice inglese
- Margery Bonney Erskine, attrice inglese
- Margery Kempe, scrittrice ed eremita inglese
- Margery Wilson, attrice e regista statunitense

### Variante Marjorie
- Marjorie Boulton, scrittrice ed esperantista britannica
- Marjorie Bowen, scrittrice e saggista inglese
- Marjorie Bruce, principessa scozzese
- Marjorie Courtenay-Latimer, naturalista sudafricana
- Marjorie Estiano, attrice e cantante brasiliana
- Marjorie Gestring, tuffatrice statunitense
- Marjorie Jackson, politica ed ex velocista australiana
- Marjorie Liu, scrittrice statunitense
- Marjorie Main, attrice statunitense
- Marjorie Margolies-Mezvinsky, politica e giornalista statunitense
- Marjorie Merriweather Post, socialite statunitense
- Marjorie Rambeau, attrice statunitense
- Marjorie Reeves, storica britannica